# Peter Zwegat
Peter Zwegat (* 22. Februar 1950 in Ost-Berlin; † 9. August 2024) war ein deutscher Schuldnerberater sowie TV-Darsteller, der durch die von 2007 bis 2015 auf RTL ausgestrahlte Reality-TV-Serie Raus aus den Schulden bekannt wurde.

## Leben
Peter Zwegat war zehn Jahre alt, als seine Eltern mit ihm und seinen beiden Geschwistern in Berlin aus dem Stadtbezirk Pankow nach West-Berlin flüchteten. Nach einer Ausbildung zum Verwaltungsbeamten studierte er von 1970 bis 1974 Sozialpädagogik an einer Fachhochschule und schloss als Diplom-Sozialpädagoge ab. Von 1974 bis 1987 war er im Sozial- und Gesundheitswesen bzw. in der Jugendhilfe beim Land Berlin beschäftigt.
Mit Anfang 30 wurde er laut eigener Aussage am Arbeitsplatz gemobbt. Mit der Zeit habe sich dies auf seine physische und psychische Gesundheit ausgewirkt. Auf die Arbeitsunfähigkeit folgte die Kündigung. Sieben Jahre lang sei er ambulant und stationär behandelt worden, bis eine Konversionsneurose diagnostiziert wurde.
Im Jahr 1987 wechselte er zum gemeinnützigen Verein „Dienstleistung für Arbeitnehmer und Betriebe“, einer Schuldner- und Insolvenzberatungsstelle im Bezirk Kreuzberg, in der er bis 2018 Geschäftsführer und Vorstandsvorsitzender war. Sein Name ist seit 2010 eine eingetragene Marke. Seitdem führte er keine Beratungen mehr durch. 2017/2018 war Zwegat als Lebensberater beim Berliner Start-up „my better life“ tätig.
Nachdem seine erste Ehefrau ihn verlassen hatte, aus der Ehe stammen zwei Kinder, war Peter Zwegat ab 2003 mit Liane Scholze liiert, die er 1991 kennengelernt hatte. Scholze führt eine Beratungsagentur in Berlin und veröffentlichte mit Zwegat ein Ratgeberbuch. Am 25. Dezember 2011 heirateten sie auf Sansibar. 2021 veröffentlichten sie seine Biografie Am Aschermittwoch fing alles an.
Am 9. August 2024 starb Peter Zwegat im Alter von 74 Jahren.

## Fernsehkarriere
Bekannt wurde Peter Zwegat durch die von 2007 bis 2015 auf RTL ausgestrahlte Reality-TV-Serie Raus aus den Schulden, in der er überschuldeten Menschen half. Auch nach 2015 gab es Einzelsendungen der Reihe, u. a. 2016 ein Promi-Spezial. Im Juni 2019 wurde eine bereits zwei Jahre zuvor aufgezeichnete Spezialausgabe anlässlich des zehnjährigen Jubiläums von Raus aus den Schulden ausgestrahlt.
Zudem hatte Zwegat einen Gastauftritt als Schuldnerberater in der Krimi-Parodie C.I.S. – Chaoten im Sondereinsatz (2010) sowie in der Comedy-Show Cindy aus Marzahn & Die jungen Wilden. Zwegat trat 2008 in Krömer – Die Internationale Show auf und spielte 2009 in einem Prominentenspecial von Wer wird Millionär? mit.
Raus aus den Schulden wurde wiederholt in der Comedysendung Switch reloaded parodiert, Zwegat wurde dabei von Peter Nottmeier dargestellt.

## Werke
- mit Liane Scholze: Raus aus der Schuldenfalle! Rowohlt, Reinbek bei Hamburg 2008, ISBN 978-3-499-62384-4.
- mit Liane Scholze: Am Aschermittwoch fing alles an. NIBE-Verlag, Alsdorf 2021, ISBN 978-3-966-07037-9.